# Аннамария Ау
Аннамария Ау (нем. Annemarie in der Au; настоящее имя — Аннамария Вестфаль (Annemarie Westphal); 22 октября 1924, Тильзит, Восточная Пруссия — 18 августа 1998, Крефельд, Северный Рейн-Вестфалия) — немецкая писательница.

## Биография
Аннамария выросла в Тильзите, Восточная Пруссия, где она училась и получила аттестат зрелости.
Затем она училась аптечному дело, но обучение пришлось прервать из-за военных событий. От наступающей на Восточную Пруссию Красной армии ей пришлось бежать на запад Германии. В Любеке и Гамбурге она получила актерское образование; одновременно она изучала историю литературы, искусства и театра. В 1953 она сочеталась браком с актером Оттомаром Ау. В течение следующих лет Аннамария занималась составлением литературных текстов. Позже она переехала в Крефельд, где работала в качестве свободной журналистки, писательници и преподавательницы в народном университете. Она была членом объединений авторов «Die Kogge», «Künstlergilde Esslingen» и «Marburger Kreises».
Наследие Аннамарии Ау включает стихотворения, повести, эссе, пьесы и радиопьесы и радиопередачи.

## Работы
- Die Machtprobe, Itzehoe 1962
- Weh dem, der aus dem Rahmen fällt, Mindelheim 1964
- Alles dreht sich um Es, Regensburg 1965
- Die Schatten weilen länger, München 1965
- Das Glaskugelopfer, Buxheim 1968
- Kein Mondsilber mehr als Währung, Dortmund 1971
- Windmühlenflügel, Freising 1971
- Als das Paradies noch groß war. Das weihnachtliche Licht, Bonn 1972
- Bei uns in Krefeld, Krefeld 1972 (zusammen mit Johannes Dropmann und Wolf-Dieter Henkel)
- Ferien auf Juist, Krefeld 1972 (zusammen mit Ria Schmalbach-Denters)
- Sonntagsfrühstück, Freising 1974
- Die Türen stehen offen, Dortmund 1975
- Einladung zum Fest, Bonn 1977
- Einmal Traum und zurück, Freising 1979
- Unruhig in den Tag entlassen, Dortmund 1980
- Hallo, hier Mensch …, Stuttgart 1983
- Ich heirate Großpapa, Husum 1983
- Rauchzeichen und Kratzfuß, Esslingen 1984
- Das gab es nur in Wawnice, Husum 1985
- Risse im Beton, Freising 1985
- Das Jesuskind in Ostpreußen, Husum 1987
- Stille Nacht, Bonn 1988
- Und es begab sich …, Freising 1989
- Der unzuverlässige Weihnachtsengel und andere ostpreußische Geschichten, Husum 1989
- Die Kindheit blieb am Haff zurück, Husum 1991
- Alle meine Fans, Freising 1994
- Der Sommer, der ein Frühling war, Krefeld 1996
- Wir nehmen das Winken mit, Marburg 1996
- Ostpreußen: zuhause im weiten Land, Augsburg 2002 (zusammen mit Grete Fischer und Eva Reimann)
- Ostpreußen: unerreichbar wie der Mond, Augsburg 2003 (zusammen mit Grete Fischer)